# 长沙高新技术产业开发区
长沙高新技术产业开发区，简称长沙高开区、长沙高新区，位于长沙市区湘江以西，是中国首批国家级高新技术产业开发区。
开发区创建于1988年10月，1991年3月经国务院批准为国家级高新技术产业开发区。现有高新技术企业800多家，其中外资企业200多家。2004年完成技工贸总收入503亿元，实现利税58.5亿元，出口4亿美元。
2004年底，开发区已经建立了国家级的软件基地、新材料转化及产业化基地、先进制造技术产业基地和传感技术产业基地。麓谷科技新城为开发区的一部分。
2016年，预计实现企业总收入2800亿元，规模工业总产值1400亿元，高新技术产值1560亿元，固定资产投资增长15%，完成财政总收入90亿元。